# ديرين ملا بكر
ديرين محمود ملا بكر (من مواليد 13 يناير 2000) هي لاعبة كرة قدم عراقية وكرة قدم الصالات تلعب كلاعبة خط وسط لنادي نفط الشمال العراقي.